# Per Nilsson (Schriftsteller)

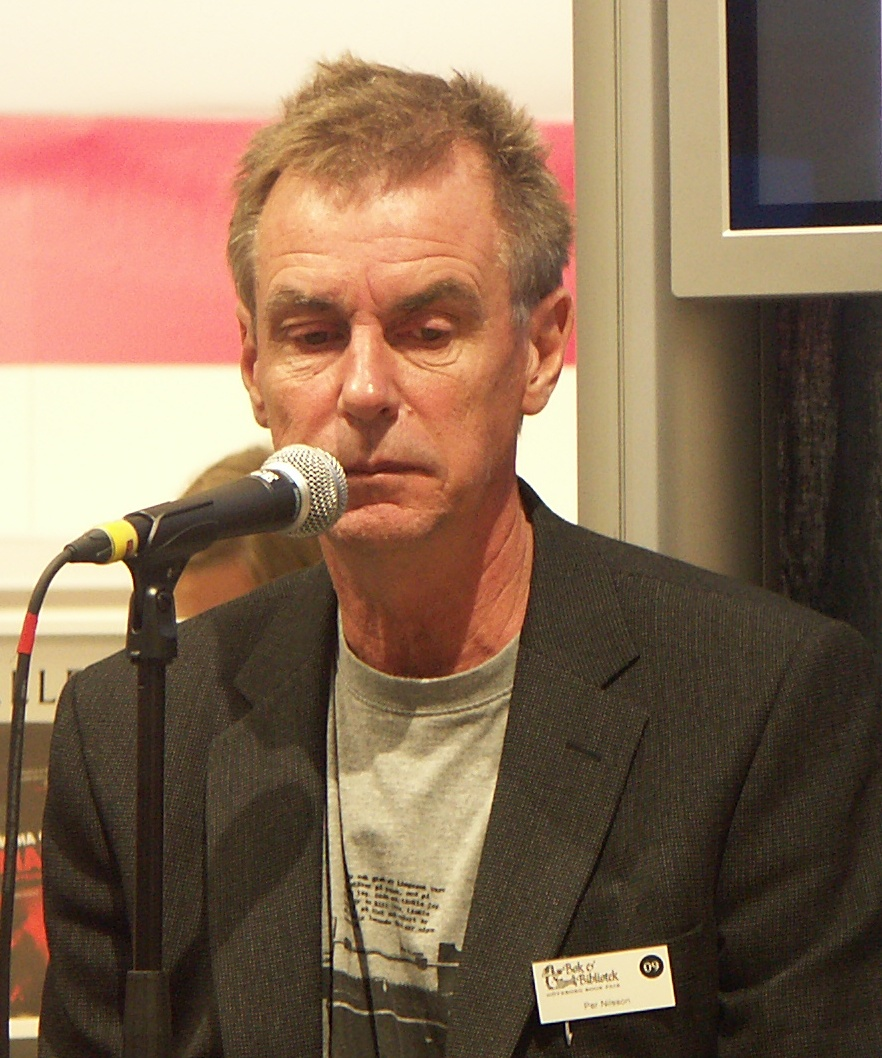
Per Nilsson (2009)

Per Nilsson (* 13. Februar 1954 in Malmö) ist ein schwedischer Schriftsteller.

## Leben
Nilsson arbeitete zunächst als Lehrer für Mathematik und Musik. Im Jahr 1986 begann er, Romane und Drehbücher zu verfassen und seit dem Jahr 1999 widmet er sich hauptberuflich dem Schreiben. Er lebt mit seiner Familie in Sölvesborg.

## Werke und Auszeichnungen
- Mellan vakna och somna, 1986
- Baklängeslivet, 1990
- Hjärtans fröjd, 1992 (dt. So lonely 1996)
  - Nils-Holgersson-Plakette 1997
  - Deutscher Jugendliteraturpreis 1997
- Klockan tretton 1993 (dt. Da schlägt’s dreizehn, 1997)
- Korpens sång 1994
- Anarkai, 1996 (dt. Anarkai 1998)
- Flickan som jag älskar heter Milena, 1998 (dt. Hej, Milena 2000)
- Du & du & du, 1998 (dt. Du & du & du 1999)
  - Nominierung zum August-Preis (neben 3 weiteren Nominierungen)
  - 'Van plakkan nom patän' 2002
  - Los Angeles Times Book Prize 2005
- Ett annat sätt att vara ung, 2000
- För alltid Milena, 2001 (dt. Für immer Milena 2003)
- Aldrig mer Milena, 2002 (dt. Verzaubert von Milena 2004)
- Svenne, 2006
  - August-Preis 2006
- The return of Hjärtans Fröjd, 2007 (dt. Nie wieder lonely 2009)

## Weitere Auszeichnungen
- Astrid-Lindgren-Preis 1999 für sein Gesamtwerk

| Personendaten    | Personendaten                        |
| ---------------- | ------------------------------------ |
| NAME             | Nilsson, Per                         |
| KURZBESCHREIBUNG | schwedischer Buch- und Drehbuchautor |
| GEBURTSDATUM     | 13. Februar 1954                     |
| GEBURTSORT       | Malmö, Schweden                      |